# Gilbert Flüeler
Gilbert Flüeler, né le 22 janvier 1979 à Granby, Québec au Canada, est un joueur professionnel de hockey sur glace bi-national suisse et canadien évoluant au poste d'attaquant.

## Biographie
Fils de parents suisses immigrés au Canada, Gilbert Flüeler est né le 22 janvier 1979 à Granby, au Canada. Il joue dans la Ligue de hockey junior majeur du Québec durant trois saisons, avec les Tigres de Victoriaville, le Titan du Collège français de Laval et le Drakkar de Baie-Comeau, jusqu’à la fin de la saison 1997-1998, avant de rejoindre la Suisse et le HC Lugano. Lors de sa première saison, il partage son temps entre les juniors élites luganais et la première équipe en Ligue nationale A. Il participe néanmoins aux séries éliminatoires victorieuses et remporte ainsi le titre de champion de Suisse en 1999.
La saison suivante, il ne joue que douze matchs avec les pensionnaires de la Resega, étant souvent prêté en Ligue nationale B, d’abord au HC Viège, puis au Lausanne HC, où il termine la saison. Lors de la saison 2000-2001, il joue pour le HC Ajoie, dans la Ligue nationale B, avant de s’engager pour la saison 2001-2002 avec le HC Fribourg-Gottéron en Ligue nationale A. Il ne reste qu’une saison chez les Dragons, avant de revenir à Ajoie, où il arrête sa carrière au terme de la saison 2003-2004. Il retourne alors au Québec pour travailler dans l’entreprise familiale, jouant encore quelques matches pour le P.G. de Lotbinière, dans la Ligue centrale de hockey senior AAA du Québec.

## Statistiques
| Saison       | Équipe                             | Ligue            |     | Saison régulière | Saison régulière | Saison régulière | Saison régulière | Saison régulière |    | Séries éliminatoires | Séries éliminatoires | Séries éliminatoires | Séries éliminatoires | Séries éliminatoires |
| Saison       | Équipe                             | Ligue            | PJ  | B                | A                | Pts              | Pun              | PJ               | B  | A                    | Pts                  | Pun                  |                      |                      |
| 1995-1996    | Tigres de Victoriaville            | LHJMQ            | 8   | 2                | 0                | 2                | 0                | -                | -  | -                    | -                    | -                    |                      |                      |
| 1996-1996    | Tigres de Victoriaville            | LHJMQ            | 34  | 4                | 6                | 10               | 14               | -                | -  | -                    | -                    | -                    |                      |                      |
| 1996-1996    | Titan du Collège français de Laval | LHJMQ            | 24  | 1                | 3                | 4                | 6                | -                | -  | -                    | -                    | -                    |                      |                      |
| 1997-1998    | Titan du Collège français de Laval | LHJMQ            | 10  | 2                | 2                | 4                | 0                | -                | -  | -                    | -                    | -                    |                      |                      |
| 1997-1998    | Drakkar de Baie-Comeau             | LHJMQ            | 6   | 1                | 1                | 2                | 2                | -                | -  | -                    | -                    | -                    |                      |                      |
| 1998-1999    | HC Lugano                          | LNA              | 15  | 1                | 3                | 4                | 0                | 11               | 0  | 0                    | 0                    | 0                    |                      |                      |
| 1998-1999    | HC Lugano U20                      | Juniors Élites A | 33  | 36               | 26               | 62               | 28               | -                | -  | -                    | -                    | -                    |                      |                      |
| 1999-2000    | HC Lugano                          | LNA              | 12  | 0                | 0                | 0                | 2                | -                | -  | -                    | -                    | -                    |                      |                      |
| 1999-2000    | HC Viège                           | LNB              | 10  | 1                | 0                | 1                | 8                | -                | -  | -                    | -                    | -                    |                      |                      |
| 1999-2000    | Lausanne HC                        | LNB              | 5   | 0                | 1                | 1                | 2                | 4                | 4  | 0                    | 4                    | 6                    |                      |                      |
| 2000-2001    | HC Ajoie                           | LNB              | 40  | 32               | 17               | 49               | 49               | 4                | 6  | 1                    | 7                    | 8                    |                      |                      |
| 2001-2002    | HC Fribourg-Gottéron               | LNA              | 44  | 5                | 3                | 8                | 8                | 5                | 0  | 0                    | 0                    | 2                    |                      |                      |
| 2002-2003    | HC Ajoie                           | LNB              | 32  | 22               | 20               | 32               | 22               | 5                | 0  | 3                    | 3                    | 6                    |                      |                      |
| 2003-2004    | HC Ajoie                           | LNB              | 40  | 21               | 15               | 36               | 40               | 11               | 3  | 8                    | 11                   | 22                   |                      |                      |
| 2004-2005    | P.G. de Lotbinière                 | LCH-AAA          | 9   | 6                | 5                | 11               | 6                | -                | -  | -                    | -                    | -                    |                      |                      |
| Totaux LNA   | Totaux LNA                         | Totaux LNA       | 71  | 6                | 6                | 12               | 10               | 16               | 0  | 0                    | 0                    | 2                    |                      |                      |
| Totaux LNB   | Totaux LNB                         | Totaux LNB       | 127 | 76               | 43               | 119              | 121              | 24               | 13 | 12                   | 25                   | 42                   |                      |                      |
| Totaux LHJMQ | Totaux LHJMQ                       | Totaux LHJMQ     | 82  | 10               | 12               | 22               | 22               | -                | -  | -                    | -                    | -                    |                      |                      |